# 红星镇 (颍上县)
红星镇，是中华人民共和国安徽省阜阳市颍上县下辖的一个乡镇级行政单位。

## 行政区划
红星镇下辖以下地区：
红星村、吴寨村、老海村、宁大村、大谢村、尹寨村和郭元村。